# Svart spiklav
Svart spiklav (Calicium glaucellum) är en lavart som beskrevs av Ach. Svart spiklav ingår i släktet Calicium och familjen Physciaceae.  Arten är reproducerande i Sverige. Inga underarter finns listade i Catalogue of Life.